# Kławdia Majuczaja
Kławdija Jakowlewna Majuczaja, ros. Клавдия Яковлевна Маючая (ur. 15 maja 1918, zm. 14 października 1989) – lekkoatletka, oszczepniczka, reprezentantka Związku Radzieckiego.
W 1946 roku wywalczyła złoty medal mistrzostw Europy. Wielokrotna czempionka Związku Radzieckiego w rzucie oszczepem. 23 września 1947 roku w Moskwie Majuczaja rzuciła oszczepem na odległość 50,32 m i ustanowiła rekord kraju. Wynik ten był lepszy od ówczesnego rekordu świata a zawodniczka stała się pierwszą w historii oszczepniczką, która rzuciła ponad 50 metrów. Rezultat ten nie został jednak uznany przez IAAF, ponieważ Związek Radziecki nie był wówczas członkiem światowej federacji.